# Bruno Zorzi
Bruno Zorzi (Passons, 1º gennaio 1922 – ...) è stato un calciatore italiano, di ruolo difensore.
Era anche noto come Zorzi II per distinguerlo dal fratello maggiore Luigi (I).

## Carriera
Cresciuto nell'Udinese, con i friulani ha disputato tre campionati di Serie B, nel primo dopoguerra ha disputato due stagioni tra i cadetti a Ferrara con la Spal.

## Palmarès

### Club

#### Competizioni nazionali
- Serie C: 1

Udinese: 1948-1949